# Виолета Чаморо
Виолета Бариос Торес де Чаморо (на испански: Violeta Barrios Torres de Chamorro; 18 октомври 1929 г. - 14 юни 2025 г.) е никарагуанска политичка, журналистка и президентка на страната в периода 1990 – 1997 г.
Съпруга е на известния опозиционен лидер Педро Чаморо в периода на диктатурата на Анастасио Сомоса Дебайле. През 1978 г. той е убит от агенти на режима. След неговата смърт Чаморо заема поста главен редактор на опозиционния вестник „La Prensa“. През онзи период това е вестникът с най-голям тираж в страната.
След падането на диктаторския режим влиза в състава на революционното правителство, но след година подава оставка в знак на протест срещу засиленото влияние на сандинистите в коалиционното правителство, оглавявано от Даниел Ортега.
На 25 април 1990 г. тя става президент на Никарагуа в резултат на избора ѝ от опозиционната коалиция. По време на нейното управление е отменена задължителната военна служба, а икономиката е либерализирана. След края на президентския си мандат тя се оттегля от политиката.